# 萨瓦纳斯河
萨瓦纳斯河（西班牙語：Río Sabana）是巴拿马的一条河流，是劳拉河的支流，图伊拉河的二级支流。